# Grove City (Ohio)
Pour les articles homonymes, voir Grove City.
Grove City est une ville du comté de Franklin, dans l’État de l’Ohio. Lors du recensement de 2010, sa population s’élevait à 35 575 habitants. Sa superficie totale est de 42,37 km2.

## Personnalités liées
- Ann Grossman

## Jumelage
- Heidenheim an der Brenz (Allemagne)

## Source
- (en) Cet article est partiellement ou en totalité issu de l’article de Wikipédia en anglais intitulé « Grove City, Ohio » (voir la liste des auteurs).